# Heinz Gerl

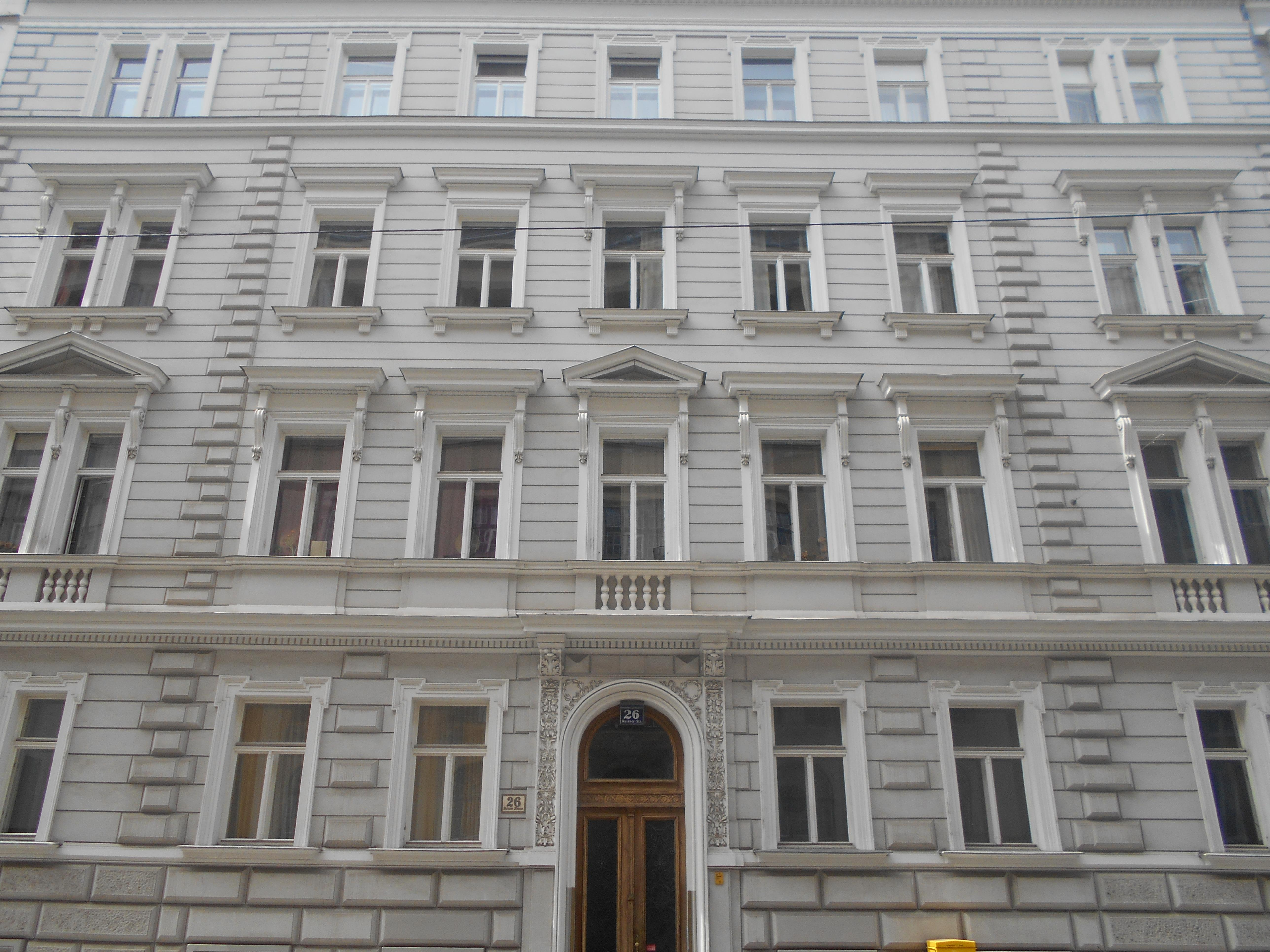
Reisnerstr. 26

Heinz Gerl (* 15. September 1852 in Wien; † 3. Mai 1908 ebenda) war ein österreichischer historistischer Architekt und k. k. Hofbaumeister. Er war hauptsächlich in Wien tätig und schuf dort repräsentative Bauten.

## Leben
Heinz Gerl war ein Sohn des Stadtbaumeisters und Zivilarchitekten Peter Rudolf Gerl und der Karolina, geb. Ciacimian. Einer seiner Großväter war der Stadtbaumeister Peter Gerl. Gerl studierte von 1871 bis 1875 am Polytechnikum in Wien, wo Heinrich von Ferstel und Karl König zu seinen Lehrern gehörten, und danach noch bis 1876 bei Theophil Hansen an der Akademie der bildenden Künste. 1876 legte er die Baumeisterprüfung ab, 1884 baute er sein erstes eigenständiges Wohnhaus. In dieses Haus mit der Adresse Reisnerstraße 26 in Wien zog bald nach der Fertigstellung der Fabrikant Eugen Heilpern mit seiner Gattin Adele ein. Die Familie Heilpern/Perlmutter bewohnte das Haus noch zur Zeit des Anschlusses. Ebenfalls 1884 wurde das Haus Straßengasse 24 / Margaretenstraße 61 errichtet. Hier war Gerl aber möglicherweise nur Ausführender. 1887 errichtete er in der Beatrixgasse 19A das Karl und Franziska Wenzelsche Stiftungshaus, 1888 folgte das Mietshaus Beatrixgasse 18, 1893 ein Mietshaus in der Veithgasse 5, etwa um dieselbe Zeit wurde das Wohnhaus in der Reisnerstraße 30, dessen Dekor zu großen Teilen nicht erhalten ist, errichtet. Um die Jahrhundertwende gestaltete er den Wohnhauskomplex in der Salesianergasse 4, 1902 baute er das Mietshaus Seilerstätte 18–20 / Himmelpfortgasse 14 und, vielleicht nur als Ausführender, ein Haus in der Reisnerstraße 24. 1903 entstand ein Mietshaus in der Landstraßer Hauptstraße, 1907 folgte das Mietshaus in der Kohlgasse 47. In den Jahren 1906/07 wurde das Wohn- und Geschäftshaus am Wiedner Gürtel 12 / Mommsengasse 30–32 errichtet, auch hier war Gerl möglicherweise nur Ausführender. 

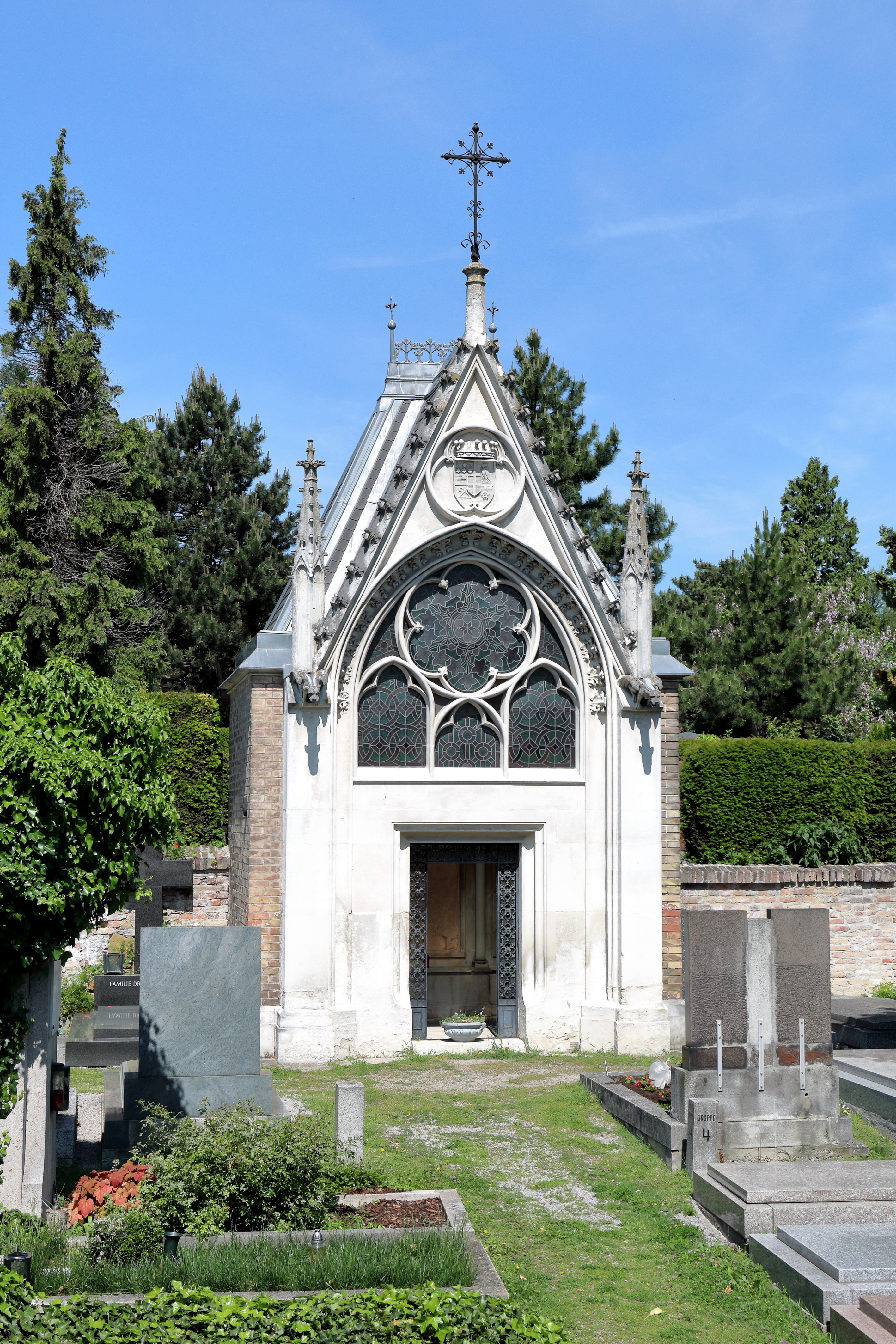
Mausoleum für Heinrich von Ferstel

Neben diesen privaten Bauten schuf Gerl 1891 das Mausoleum für Heinrich von Ferstel und 1904/05 das Kloster zur Gottesmutter im Marienheim der Barmherzigen Schwestern vom Hl. Kreuz, Wien 12, Murlingengasse 71–73, dessen Kapelle 1931 erweitert wurde. Zusammen mit Franz Gruber schuf er zu Beginn des 20. Jahrhunderts für die Krankenanstalt Rudolfinerhaus in der Billrothstraße 78 den Graf-Wilczek-Pavillon. Als das Palais d’Este in der Beatrixgasse 25 1895 zum Museum umgestaltet wurde, errichtete er den Anbau am Gartentrakt und gestaltete die bisherigen Wohnungen zu Museumsräumen um.
Gerl heiratete 1884 Marie von Woerz, mit der er zwei Kinder bekam. Er starb an Magenkrebs und wurde auf dem Wiener Zentralfriedhof begraben.

## Ämter und Auszeichnungen
Ab 1890 war Gerl beeideter Sachverständiger des k. k. Oberhofmarschallamtes und des k. k. Landesgerichts Wien und ab 1906 Mitglied der Prüfungskommission für die Baugewerbe in Wien. Er führte den Bauratstitel, war ab 1877 Mitglied des Österreichischen Ingenieur- und Architektenvereins, gehörte ab 1886 dem Niederösterreichischen Gewerbeverein an. Außerdem war er Mitglied der Burgbaukommission.
Gerl war Träger der Kriegsmedaille, Ritter des päpstlichen Gregor-Ordens und Ritter des königlich spanischen Ordens Karl III.